# Siège d'Astorga
Guerre d'indépendance espagnole
Batailles
- Astorga (03-1810)
- Ciudad Rodrigo (04-1810)
- Barquilla (07-1810)
- La Côa (07-1810)
- Almeida (07-1810)
- Villagarcia (08-1810)
- Trant
- Fuente de Cantos (09-1810)
- Buçaco (09-1810)
- Torres Vedras
- Pombal (03-1811)
- Redinha (03-1811)
- Condeixa
- Casal Novo (03-1811)
- Foz de Arouce (03-1811)
- Sabugal (04-1811)
- Fuentes de Oñoro (05-1811)
- Almeida  (04-1811)

Le siège d'Astorga est la tentative réussie de la prise de la ville d'Astorga par les Français du 21 mars au 22 avril 1810 lors de la guerre d'indépendance espagnole.

## Localisation
Astorga est située dans la province de León, au nord-ouest de l'Espagne.  En raison de son emplacement, il s'est assis sur le flanc de l'armée française alors qu'ils avançaient en Espagne, puis envahissait le Portugal. La ville a été construite sur une colline, une partie des montagnes de Manzanal; et a donc été doté de défenses naturelles. Les Français avaient déjà été vaincus une fois en essayant de prendre la ville, en septembre 1809,  après quoi le général La Romana a réparé les murs de la ville et a construit ses défenses.

## Forces
Les forces françaises, qui faisaient partie de l'armée d'André Masséna, étaient dirigées par Jean-Andoche Junot. Junot est arrivé à Astorga le 21 mars avec le 8e corps de Napoléon, composé de 12 000 hommes, dont 1 200 soldats de cavalerie.  Les forces de Junot ont inclus la Légion irlandaise ; ils s'étaient joints au début du mois.  Astorga serait la première action du Second Bataillon de la Légion.  Junot a placé la division de Bertrand Clausel dans la position que Loison avait tenue, avec Solignac à l'appui et St. Croix pour surveiller l'arrière.

## Campagne
Le général Loison a tenté de prendre la ville en février 1810, car elle était censée être son quartier général lors de l'invasion du Portugal ; mais il n'était pas prêt à attaquer les défenses qu'il y trouva, et fut forcé de battre en retraite.  Les troupes de Junot sont venues aider Loison, mais n'ont apporté aucune arme de siège avec elles ; Il a fallu des semaines à Junot pour rassembler suffisamment d'artillerie pour attaquer la ville. Entre-temps, les forces françaises ont creusé des tranchées pour assiéger la ville. Incidemment, les troupes anglaises et espagnoles sous Wellington ont eu les mêmes problèmes quand elles ont repris la ville en 1812.  La garnison d'Astorga n'avait pas non plus de fusils de siège : pendant plusieurs semaines, il y a eu une impasse. Au cours de ces semaines, Santocildes a vidé la ville de 3.000 de ses habitants et a fait le plein de fournitures pour le siège, qui a commencé le 21 mars 1810.  Les Espagnols ne pouvaient espérer aucun espoir des forces de Wellington, qui sont restées au Portugal. Jusqu'à ce que les canons de siège soient arrivés, il n'y avait aucune action sauf le feu de nuisance de ce que peu d'artillerie Junot avait, et les parties d'escarmouche envoyées d'Astorga.
18 canons de siège de Junot sont arrivés le 15 Avril de Valladolid, et le 20, le mur de la ville a été violée. Les Français ont pris d'assaut la ville le lendemain soir ; cependant, leur première attaque a été repoussée au prix de 300 hommes.  Ceux de la compagnie d'assaut qui n'ont pas été tués se sont enfermés juste à l'intérieur du mur et ont occupé le poste pour la nuit.  Le lendemain matin, Santocildes s'est rendu alors que les Français se préparaient à une autre attaque.

## Bilan
Santocildes était presque à court de munitions lorsqu'il se rendit : il lui restait moins de 30 cartouches de munitions par homme et seulement 8 cartouches d'artillerie.  Il a donné aux Français 2 500 prisonniers et la ville, mais a coûté aux Français 160 hommes, avec 400 blessés. Sa garnison n'a perdu que 51 morts et 109 blessés.  La plupart des pertes françaises sont survenues lors de l'assaut sur la brèche.  La Légion irlandaise a mené la charge sur le mur et a subi de lourdes pertes : le batteur de la compagnie du capitaine John Allen a continué à battre la charge après avoir perdu les deux jambes, pour lesquelles il a reçu la Légion d'honneur française.